# Eusimonia turkestana
Eusimonia turkestana är en spindeldjursart som beskrevs av Kraepelin 1899. Eusimonia turkestana ingår i släktet Eusimonia och familjen Karschiidae. Inga underarter finns listade i Catalogue of Life.